# Valeska Suratt
Valeska Suratt (Owensville (Indiana), 28 juni 1882 - Washington D.C., 2 juli 1962) was een Amerikaanse actrice ten tijde van de stomme film.

## Levensloop en carrière
Omstreeks 1900 begon ze op te treden in vaudeville theaterstukken. In 1906 maakte ze haar debuut op Broadway. In 1915 tekende Suratt een contract bij Fox, de voorganger van 20th Century Fox, dat toenmalige grote sterren als Theda Bara en Virginia Pearson onder contract had. Ze maakte datzelfde jaar haar filmdebuut in de film The Soul of Broadway. Tussen 1915 en 1917 zou ze in elf films verschijnen. Van deze verloren films zijn geen beelden bewaard gebleven. 
Suratt huwde tweemaal, respectievelijk met de acteurs Billy Gould en Fletcher Norton. 
- Gemeinsame Normdatei: 1281852384
- International Standard Name Identifier: 0000 0003 6636 6681
- Library of Congress Control Number: no2012020030
- SNAC: w69d9xw0
- Virtual International Authority File: 232456117
- WorldCat: E39PBJfCt7CV63QXJYmpwgyDbd